# Hieroglify naszych dni ostatnich
Hieroglify naszych dni ostatnich – seria obrazów, których autorem był Juan de Valdés Leal. Zostały namalowane dla szpitala de la Caridad w Sewilli w roku 1672 na zamówienie Miguela Mañary. Są to przedstawienia wanitatywne o charakterze makabrycznym.

## Finis gloriae mundi
Pierwszy, pod tytułem Finis gloriae mundi przedstawia wnętrze grobowca z trzema zwłokami ludzkimi w różnym stopniu rozkładu leżącymi w otwartych trumnach (nawiązanie do legendy o trzech żywych i trzech umarłych) wśród kości i czaszek; pośród nich pełznie wąż. Nad nimi pojawia się ręka trzymająca wagę. Na lewej szali z napisem NI MAS (hiszp. ani więcej) znajdują się zwierzęta symbolizujące siedem grzechów głównych, prawa natomiast, podpisana NI MENOS (ani mniej), zawiera przedmioty oznaczające skruchę i pokutę (różaniec, krzyż, rózgę, włosiennicę i książki), zwieńczone sercem Jezusa ze znakiem IHS.

## In ictu oculi

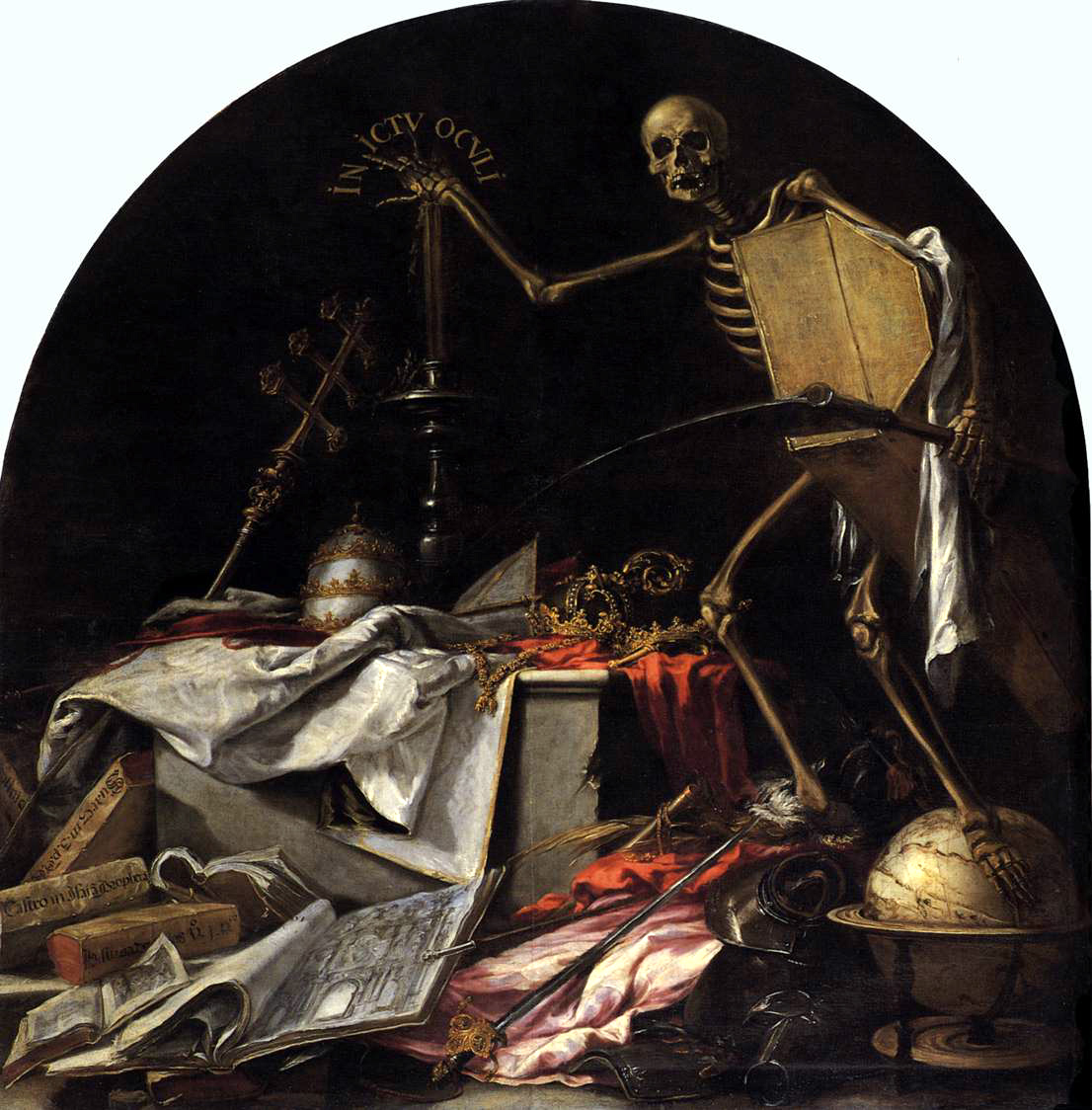
In ictu oculi

Drugi z obrazów nosi napis In ictu oculi co znaczy po łacinie „w mgnieniu oka”. Napisem tym otoczony jest płomień świecy, którą gasi kościotrup, depczący równocześnie globus w geście triumfu nad światem. W ręce trzyma kosę i trumnę okrytą całunem. Scena ma miejsce pośród kompozycji przedstawiającej fantastyczną wizję rozrzuconych przedmiotów symbolizujących wszelkie ziemskie wartości, oznaki władzy świeckiej i duchownej, książki.